# جانيت مارجولين
جانيت مارجولين (بالإنجليزية: Janet Margolin)‏ (25 يوليو 1943 - 17 ديسمبر 1993)، ممثلة مسرحية وتلفزيونية وسينمائية أمريكية.

## حياتها المبكرة
ولدت مارجولين في مدينة نيويورك، وهي ابنة للوالدين اليهود بنيامين وأنيت (نيلي ليف) مارجولين. كان والدها محاسبًا روسي المولد أسس مؤسسة كلوى، وهي الآن مؤسسة الكلى في نيويورك.
حضرت المدرسة العليا للفنون المسرحية. في عام 1961 عن عمر يناهز 18 عامًا، بينما كانت فتاة في مهرجان شكسبير بنيويورك، فازت مارجولين بدور محوري في مسرح برودواي في دور آنا في «ابنة الصمت في موريس ويست». ذكرت صحيفة نيويورك تايمز في استعراض المسرحية لها بين قادة «فريق الممثلين» وقالت إن «آنا لها ديوانية هشة مسكونة»

## عملها
في عام 1962، لعبت مارجولين دورها الأول في الفيلم كقائدة نسائية في ديفيد وليزا. شاركت في البطولة مع مارلون براندو في عام 1965 في موريتوري ومع ستيف ماكوين في غرب نيفادا سميث. لعبت فيما بعد واندا، مصلحة الحب للشخصية البارزة ديفيد كولويتز، وفليم ادخال الضحك 1967.
في عام 1969 فيلم «خذ المال واهرب»، لعبت دور الحب المحب للصقر الذي لعبه وودي آلن، وفي آني هول 1977، لعبت دور زوجة التسلق الاجتماعي لشخصية ألن.
في عام 1979، شاركت مارجولين في بطولة روي شيدر مع المخرج جوناثان ديمه مخرج فيلم العناق الاخير. وكان ظهورها الأخير في فليم غوستبوسترس الثاني في 1989، وأدوارها التلفزيونية الاخيره كانت قاتله في حلقه من القتل، وكتبت «سوء الفهم المميت» وكانت ضحية في كولومبو قتلت في ماليبو في 1990.

### وصلات خارجية
- جانيت مارجولين على موقع IMDb (الإنجليزية)
- جانيت مارجولين على موقع روتن توميتوز (الإنجليزية)
- جانيت مارجولين على موقع ألو سيني (الفرنسية)
- جانيت مارجولين على موقع أول موفي (الإنجليزية)
- جانيت مارجولين على موقع قاعدة بيانات برودواي على الإنترنت (الإنجليزية)
- جانيت مارجولين على موقع قاعدة بيانات الأفلام السويدية (السويدية)
- جانيت مارجولين على موقع إن إن دي بي (الإنجليزية)
- جانيت مارجولين على موقع قاعدة بيانات الفيلم (الإنجليزية)
- جانيت مارجولين على موقع كينوبويسك (الروسية)